# Crocypus
Crocypus är ett släkte av fjärilar. Crocypus ingår i familjen mätare.
Kladogram enligt Catalogue of Life:
| Crocypus | \| \| Crocypus macroleuca \| \| \| \| \| \| Crocypus perlucidaria \| \| \| \| |
|          | \| \| Crocypus macroleuca \| \| \| \| \| \| Crocypus perlucidaria \| \| \| \| |
|          | Crocypus macroleuca                                                           |
|          |                                                                               |
|          | Crocypus perlucidaria                                                         |
|          |                                                                               |